# Francisco Jaguaribe Gomes de Matos
Francisco Jaguaribe Gomes de Matos (Rio de Janeiro, 21 de agosto de 1881 — Rio de Janeiro, 18 de outubro de 1974) foi um general de brigada e engenheiro militar do Exército Brasileiro, oficial da Comissão Rondon e comandante na Revolução Constitucionalista de 1932.

## Biografia
Francisco Jaguaribe Gomes de Matos Neto  nasceu em 21 de agosto de 1881, na cidade do Rio de Janeiro, filho do desembargador João Paulo Gomes de Mattos e de Joana de Alencar Gomes de Mattos. Era irmão de Clotilde, Leonel, Celina, Luiz e Celeste. Era da tradicional família cearense José de Alencar, tendo sido neto de Domingos José Nogueira Jaguaribe, o Visconde de Jaguaribe, um dos mais influentes conselheiros da Princesa Isabel.
Em 8 de março de 1901 ingressou no Exército Brasileiro, matriculando-se na Escola Militar do Brazil, mas contou praça os anos de 1899 e 1900, relativos ao período em que cursou o Colégio Militar do Rio de Janeiro, de acordo com art. 96 do regulamento de 1894 do Código Militar. Na Escola Militar, passou a condição de alferes-aluno e concluiu o curso geral no início de 1905, declarado aspirante na arma da cavalaria. No período de formação destacou-se pelos pendores artísticos, tendo sido pistonista, chefe da banda do colégio e compositor. Paralelamente aos estudos, dedicou-se à pintura e ao desenho. Manteve, por muitos anos concomitantemente com suas atividade de militar e de geógrafo, intensa produção plástica, chegando a obter medalha de ouro no Salão Nacional de Belas Artes. Dedicou 42 anos de sua vida à cartografia na Comissão Rondon.
Em 2 de fevereiro de 1905 foi promovido a 2º tenente e classificado no 9º Regimento de Cavalaria. Ainda na década de 1900 realizou o curso geral, pelo regulamento de 1898.
Em fevereiro de 1907, na qualidade de técnico desenhista, passou a servir como auxiliar de primeira classe na Comissão de Linhas Telegráfica do Mato Grosso ao Amazonas, no contexto da “Comissão Rondon”, iniciada em 1890 e chefiada pelo então tenente-coronel Cândido Rondon. Permaneceu nessas funções até 1915, quando findou a primeira missão da Comissão. Foi nesse grupo de trabalho e nas demais entidades sucessoras, que Francisco Jaguaribe realizou a maior parte de sua atividade militar e científica. Por suas habilidades técnicas, exerceu diversas funções na Comissão Rondon, como a de Desenhista, cartógrafo, geógrafo e finalmente chefe dos serviços técnicos da Comissão Rondon, sendo responsável pelo tratamento científico do imenso acervo de dados geocartográficos, etnológicos, zoológicos, botânicos e mineralógicos coligidos pelas expedições da Comissão.
Em fevereiro de 1910, em parceria com João Andrea, organizou e desenhou a planta cartográfica da cidade do Rio de Janeiro. O trabalho foi elogiado por ser o mais completo até então e também pelo seu grande detalhamento das características daquele município. O trabalho foi adquirido em grande volume de exemplares pelo Governo Federal para orientar os estudos relativos às políticas públicas sobre a respectiva região. Em abril daquele ano foi nomeado desenhista chefe na Comissão Rondon.
Em 5 de junho de 1912 foi promovido a 1º tenente, por estudos, na arma da cavalaria. Em abril daquele ano também foi transferido do 9º para o 5º Regimento de Cavalaria.
Em 9 de junho de 1918 foi classificado no 9º Regimento de Cavalaria.
Em maio de 1919 foi promovido a capitão, por estudos. Na sequência, foi classificado no 1º esquadrão do 6º Regimento de Cavalaria. Ainda naquele ano, transferido para o 1º R.C.I.
Em 1917 retomou suas atividades junto a Comissão Rondon, para o “Serviço de Conclusão da Carta Geográfica do Mato Grosso”, cujos trabalhos se estenderiam até 1924. O serviço foi criado por meio de um convênio com o próprio estado a fim de atender às intenções de Rondon, pelas empresas instauradas em Mato Grosso e pelo Poder Central. É importante ressaltar que as elites mato-grossenses aparecem como financiadoras do mapa, o que exige levar em conta eus projetos políticos e alianças em nível nacional. Nesse período, a questão de limites entre Mato Grosso e Goiás foi levada por Rondon ao 6º Congresso Brasileiro de Geografia (1919), a fim de se obter um veredito. A ideia de representar um território tido por desconhecido também era motivada pela oportunidade de apresentar o mapa na Exposição do Centenário da Independência (1922). Entretanto, o tempo não foi suficiente para sua finalização e apenas um esboço foi apresentado na ocasião. Com o objetivo de finalizar o mapa, Jaguaribe foi enviado a Paris a pedido do General Gamelin, chefe da Missão Militar Francesa no Brasil, e ali permaneceu até 1930. Na ocasião da sua volta, com a tomada do poder por Getúlio Vargas, ocorreu a dissolução das atividades ligadas à Comissão Rondon.
Em janeiro de 1922 adquiriu matrimônio com Francelina Oliveira Santos, com quem teve o seu filho Hélio Jaguaribe (o seu primogênito) que foi um notório advogado, cientista político e escritor. O seu neto, Roberto Jaguaribe, é um diplomata e atual embaixador brasileiro da Alemanha, tendo também servido como embaixador na China e na Inglaterra.
Em 21 de julho de 1927 foi promovido a major, por antiguidade.
Em 20 de fevereiro de 1930 foi promovido a tenente-coronel, por antiguidade.
Em 1931 serviu no 3º Batalhão de Caçadores do Exército, sediado em Vitória, no Espírito Santo. Ainda naquele ano veio a assumir a inspeção das guarnições do Exército nas fronteiras.
Em 1932, o então tenente-coronel aderiu no Mato Grosso à Revolução Constitucionalista, deflagrada na noite de 9 de julho na capital paulista. Os líderes políticos do sul do Estado e militares da Circunscrição Militar do Mato Grosso aderiram ao levante, que foi deflagrado em 10 de julho na cidade de Campo Grande, pelo coronel Oscar Saturnino de Paiva, então comandante interino daquela Circunscrição Militar, com repercussões em toda a região hoje compreendida pelo Estado do Mato Grosso do Sul. Ainda no mês de julho o tenente-coronel Jaguaribe Gomes de Mattos veio a substituir o coronel Saturnino de Paiva, em função deste ser convocado em São Paulo pelo Chefe da Revolução, o general de brigada Bertoldo Klinger. Logo nos primeiros dias do levante, a exemplo do ocorrido em São Paulo, os revolucionários no Mato Grosso tomaram a ofensiva para garantir o controle pleno da região sul do Estado, em função da não adesão esperada das guarnições militares em Corumbá e Cuiabá. Com isso, a região sul declarou a sua emancipação do Estado, denominando-se Maracaju. Foram deslocados destacamentos para a tomada de posições estratégicas, como Santana do Paranaíba (a leste); Três Lagoas (a sudeste); Coxim (ao norte); Corumbá, Porto Esperança, Forte Coimba e Porto Murtinho (a oeste); e Ponta Porã e Bela Vista (a sudoeste). O controle da região também era vital para o abastecimento e remuniciamento das tropas sul-mato-grossenses e tropas paulistas da Revolução. Ao longo dos meses, os revolucionários debelaram os focos de resistência na região, finalmente derrotando as tropas governistas em Porto Murtinho, em setembro de 1932. No início de setembro, o coronel Jaguaribe de Matos foi substituído no posto pelo coronel Nicolau Bueno Horta Barbosa, em função de aquele ter assumido a incumbência de comandar o destacamento respectivo a região de Bela Vista e Ponta Porã. Em 4 de outubro, após o fim da Revolução no Estado de São Paulo, as tropas rebeldes em Campo Grande se amotinaram e prenderam o seu comandante, passando então a cumprir ordens do comando das tropas federais. Ainda assim, o conflito perdurou no interior do Mato Grosso até 25 de outubro, data em que as tropas do coronel Jaguaribe de Matos se renderam em Bela Vista às tropas do tenente-coronel Francisco Gil Castelo Branco. A cidade de Bela Vista foi o ultimo foco rebelde da Revolução Constitucionalista.
O tenente-coronel ficou detido em Campo Grande algumas semanas, até que em 14 de novembro de 1932 foi enviado para o Rio de Janeiro. Em 30 de novembro foi enviado para o exílio político em Portugal, pelo vapor Raul Soares do Lloyd Brasileiro, junto a demais líderes da Revolução Constitucionalista, como os coronéis Oscar Saturnino de Paiva, Adolfo da Cunha Leal, Henrique Quintiliano de Castro e Silva, Luís Silvestre Gomes Coelho, entre outros. Porém, uma vez na Europa, estabeleceu residência em Paris, na França. Foi anistiado em 29 de maio de 1934 e em 9 de agosto do mesmo ano ele e outros oficiais do Exército que tomaram parte no levante tiveram suas reformas administrativas anuladas pelo então Presidente da República, na mesma data retornaram ao serviço ativo. No retorno ao serviço ativo foi promovido a coronel. Embora anistiado permaneceu por mais alguns meses na Europa por ter recebido a missão do Governo Brasileiro de imprimir junto ao Exército da França as cartas geográficas do Estado do Mato Grosso.
Em 1936 foi classificado para o comando da 2ª Brigada de Cavalaria de Santo Ângelo, no Rio Grande do Sul.
Em 5 de julho de 1937 foi nomeado comandante da 6ª Brigada de Cavalaria do Exército.
Em outubro de 1937, então classificado no Estado-Maior do Exército, foi designado pelo Ministro da Guerra para prosseguir os trabalhos científicos da Comissão Rondon.
Em abril de 1939 foi nomeado consultor técnico do Diretório Regional de Geografia do Estado do Mato Grosso, para prosseguir no Serviço de Conclusão da Carta Geográfica do Mato Grosso, missão que realizaria até 1952. Nesse período, o serviço é retomado na política oficial de “Marcha para o Oeste”, fase em que o general Rondon passou a presidir o Conselho Nacional de Proteção ao Índio (CNPI) e, com isso, articulou a reativação dos trabalhos para a Carta de Mato Grosso, que estiveram vinculados ao CNPI ao longo da década de 1940. Desse seu estudo exaustivo do Estado de Mato Grosso e região Amazônica, que perdurou por mais de 50 anos, que resultaram mapas, cartas e relatórios científicos, destacando-se essa obra monumental de síntese que é a Carta do Estado de Mato Grosso e Regiões circunvizinhas, impressa em 1952.
Em 5 de janeiro de 1941, a pedido, passou para a reserva militar de primeira classe, contando com 42 anos de serviço ativo. Porém, alguns dias depois do ato foi revertido ao serviço ativo, por necessidade de serviço, para dirigir os trabalhos de impressão da Carta Geográfica do Mato Grosso. Nos anos seguintes prosseguiu os trabalhos relativos ao estudo da Carta do Mato Grosso pela Comissão Rondon.
Em 1947 colaborou nos estudos da Comissão de Revisão do Plano de Viação Nacional. Realizou também o “Plano Nacional de Viação Fluvial: Linhas Mestras”, incorporado ao Plano do Conselho Nacional de Viação em 1949.
Em 8 de agosto de 1951, na reserva militar, chegou ao posto de general de brigada, por decreto do Presidente da República. Nos anos seguintes atuou na qualidade de consultor técnico do Conselho Nacional de Proteção aos Índios (CNPI).
Em 1955 presidiu a comissão especial de estudos para a criação de parques indígenas, trabalhos que mais tarde resultaria na criação do Parque Nacional do Xingu.
Quando estudou a Bacia Amazônica e o Planalto Central descobriu a interconexão das bacias fluviais da América do Sul, um trabalho científico que foi apresentado mais tarde ao terceiro Congresso Internacional de História das Ciências, reunido em Lisboa, sob o título Lês Idées sur la Physiographie Sud-Américaine (1936).
Foi presidente do Instituto Brasileiro de Geografia e da Seção Brasileira da Academia Internacional de História das Ciências. Pertenceu ao: Conselho Nacional de Geografia da Sociedade Brasileira de Geografia, a qual presidiu de 1957 a 1960; ao Instituto de Geografia e História Militar Brasileira; à Academia de Ciências; ao Instituto de Arqueologia de Lisboa, à Societé de Geógraphie de Paris e à Sociedade Geográfica de São Paulo. Foi ainda eleito sócio efetivo do Instituto de Geografia Brasileiro, em 13 de julho de 1954, passando a sócio benemérito, em 9 de agosto de 1971.
Entre seus muitos trabalhos, contam-se: Colaboração no Atlas do Brasil do barão Homem de Melo; Planta da Cidade do Rio de Janeiro; Carta Esquemática do Estado de Mato Grosso e Regiões circunvizinhas; Les ideés sur la Physiocratie Sud-Américaine – Carta sintética da Região Central Sul América Meridional; Plano Nacional de Viação Fluvial. Sil – Ou Faut-il Situer le Berceau de la civilisation (in “Petit Parisien”, Paris, 1926);  Propôs d’un Explorateur (La Gazette du Brésil, Paris, 1926); O Progresso da Ciência no Brasil; Rápida síntese (Século, Lisboa, Suplemento para a VII Feira de Amostras do RJ, 1934); O Colégio Militar e o Ensino da Geografia (in A Aspiração, Ano XLV, Comemorativo do Cinquentenário da Fundação do Colégio), 1939 – Geratrizes Memoráveis da Geografia do Brasil (na Revista Brasileira de Geografia, 1939); Caminhos que Levam ao Médio Amazonas (Rodovia, 1943); Prêmio Nobel da Paz: Apresentação da candidatura do Marechal Rondon. Justificativa. Redação que foi assinada pelos presidentes do Instituto de História e Geografia Brasileira, Academia das Ciências, Sociedade Brasileira de Geografia, Instituto Geografia e História Militar Brasileira, Sociedade de Filosofia e Academia Brasileira de História das Ciências.
Em 23 de agosto de 1970 foi condecorado pelo Governo da Alemanha com a “Medalha Alexander von Humboldt”, durante homenagem no seu aniversário de 90 anos de idade, realizado pela Sociedade Brasileira de Geografia, no Rio de Janeiro.
Por sua participação na Revolução Constitucionalista de 1932, no comando das tropas no Mato Grosso, recebeu do Governo do Estado de São Paulo o título de “Cidadão Paulista”.
Faleceu na cidade do Rio de Janeiro, em 18 de outubro de 1974, aos 93 anos. Foi sepultado no dia seguinte no Cemitério São João Batista, na capital fluminense.